# Camptoceras rezvoji
Camptoceras rezvoji es una especie de molusco gasterópodo de la familia Planorbidae en el orden de los Basommatophora.

## Distribución geográfica
Es endémica de Japón.